# گرگ‌ومیش: سپیده‌دم – قسمت دوم
گرگ و میش: سپیده‌دم - قسمت دوم (به انگلیسی: The Twilight Saga: Breaking Dawn – Part 2) فیلمی محصول سال ۲۰۱۲ ، به کارگردانی بیل کاندون و قسمت پایانی مجموعهٔ گرگ و میش است.

در این فیلم کریستن استوارت، رابرت پتینسون و تیلور لاتنر در نقش‌های پیشین خود بازی می‌کنند و همچنین مک‌کنزی فوی نقش رنزمه کالن را ایفا می‌کند.

## شخصیت‌ها
- کریستن استوارت در نقش ایزابلا "بلا" سوان
- رابرت پتینسون در نقش ادوارد کالن
- تیلور لاتنر در نقش جیکوب بلک
- مک‌کنزی فوی در نقش رنزمه کالن
- پیتر فاسینلی در نقش کارلایل کالن
- الیزابت ریسر در نقش ازمه کالن
- اشلی گرین در نقش آلیس کالن
- کلان لاتز در نقش امت کالن
- نیکی رید در نقش رزالی هیل
- جکسون رادبون در نقش جاسپر هیل
- مگی گریس در نقش ایرینا
- مایکل شین در نقش آرو
- جیمی باور در نقش کایوس
- داکوتا فانینگ در نقش جین
- کریستوفر هیردال در نقش مارکوس
- بیلی برک در نقش چارلی سوان
- لی پیس در نقش گرت
- کریستیان کامارگو در نقش الیزار
- میا میسترو در نقش کارمن
- کیسی لاباو در نقش کیت دنالی
- می‌آنا بورینگ در نقش تانیا
- نول فیشر در نقش ولادمیر
- گوری وینبرگ در نقش استفان
- جو اندرسون در نقش آلیستر
- کامرون برایت در نقش الک
- آنجلا سارافیان در نقش تیا
- عمر وتوالی در نقش آمون
- رامی ملک در نقش بنجامین
- بوبو استوارت در نقش سث کلرواتر
- دنیل کادمور در نقش فلیکس
- تای اولسون در نقش فیل
- الکس مرز در نقش پاول لاهوت
- جودی شکونی در نقش زفرینا
- تریسی هگینز در نقش سنا
- چارلی بیولی در نقش دیمیتری
- جی دی پاردو در نقش ناهول
- وندل پیرس در نقش جی. جنکس
- جولیا جونز در نقش لیا کلرواتر
- لطیف کراودر داس سنتز در نقش سانتیاگو
- آندره آ پاول در نقش ساشا
- تونی تراکس در نقش ماری
- آندرئا گابریل در نقش کبی
- کیووا گوردون در نقش امبری کال
- چسک اسپنسر در نقش سم اولی ، رهبر گله گرگینه ها
- برانسون پولتیه در نقش جرد
- ماریسا کویین در نقش هویلن
- والری کری در نقش شارلوت
- مارلین بارنس در نقش مگی
- اریک اودوم در نقش پیتر
- لیسا هاوارد در نقش سیوبان
- برایس دالاس هاوارد/راشل لفو در نقش ویکتوریا
- بیل تانگاردی در نقش رندال
- پاتریک برنان در نقش لیام
- کم جیجاندت در نقش جیمز
- آمادو لای در نقش هنری
- کریستین سراتوس در نقش آنجلا وبر
- جودل فرلاند در نقش بری تانر
- تینسل کری در نقش امیلی یانگ
- نوت سیئر در نقش هایدی
- کریستی برک در نقش رنسمی